# Biopat
En biopat er en alternativ behandler, som arbejder ud fra filosofien om at i samarbejde med klienten at danne sig et overblik over, hvilke belastende faktorer, der kan påvirke kroppens evne til at bevare eller opnå så god en sundhedstilstand som muligt. Ifølge biopatien kan de belastende faktorer opdeles i 
mikrobiologiske - er der bakterier, vira eller svampe, som påvirker slimhinder og immunsystem i en ugunstig retning?
fysiske - indeklima, miljøbelastninger, arbejdsstillinger etc.
mentale - psykiske traumer og belastninger, stress
kemiske - forgiftninger og mangler.
Biopaten vil sammen med klienten forsøge at minimere så mange belastninger som muligt og samtidig øge kroppens reguleringskapacitet ved hjælp af forskellige biologiske metoder:
- Ernæringsterapi, tilpasset klientens behov og mål med behandlingen. Herunder en vurdering af behovet for fx vitaminer, mineraler, fedtsyrer, aminosyrer, enzymer etc.
- Reguleringsterapi, hvor man med vand, urter, homøopatiske midler m.m. hjælper kroppens organer og organsystemer.
- Immun- og symbioseterapi, til at styrke kroppens immunsystem og sørge for så god en mikroflora på slimhinder som muligt.

## Uddannelse
Når man uddanner sig til biopat, bliver man samtidig uddannet naturoapath ibm (i biologisk medicin). Uddannelsen er ikke SU-berettiget.
Uddannelsen kan foregå i Danmark på Institut for Biologisk Medicin. Arbejdsmuligheder er efterfølgende på private klinikker, idet det offentlige sundhedsvæsen ikke ansætter biopater. En biopat er en alternativ behandler og er derfor ikke omfattet af Autorisationsloven.

## Evidens
Ifølge Nifab.no (Nasjonalt Forskningssenter for Komplementær og Alternativ Behandling (NAFKAM) , Samfundsmedicin , Det Helsevitenskapelige Fakultet på UiT Norges Arktiske Universitet) kriterier findes der ikke solid videnskabelig evidens for at hævde at biopati som behandlingssystem virker. Dette underbygges også af Sundhedsstyrelsens/Cochrane hvor der er meget lille eller ingen evidens at behandling med naturmedicin og kosttilskud af en række sygdomme .

## Eksterne kilder og henvisninger
1. ↑  "nifab.no". Arkiveret fra originalen 27. september 2017. Hentet 27. juni 2016.
2. ↑  "Effekt af naturmedicin og kosttilskud". Arkiveret fra originalen 8. juni 2016. Hentet 27. juni 2016.

- Biopati Arkiveret 21. september 2016 hos  Wayback Machine